# My Brother the Pig
Pour plus de détails, voir Fiche technique et Distribution.
My Brother the Pig est un film américain réalisé par Erik Fleming, sorti en 1999.

## Synopsis
Kathy Cauldwell, une adolescente, doit composer avec un petit frère remuant, George. Alors que leurs parents partent en voyage en France, George est transformé en cochon par les pierres magiques de leur nounou, Matilda.

## Fiche technique
- Titre : My Brother the Pig
- Réalisation : Erik Fleming
- Scénario : Matthew Flynn
- Musique : Michael Giacchino
- Photographie : Michael Stone
- Montage : Scott Conrad
- Production : Phil Botana, Dan Reardon et Scott Vandiver
- Société de production : Pig Productions
- Pays :  États-Unis
- Genre : Comédie et fantastique
- Durée : 92 minutes
- Dates de sortie : 
  -  États-Unis : 10 septembre 1999

## Distribution
- Scarlett Johansson : Kathy Caldwell
- Eva Mendes : Matilda
- Judge Reinhold : Richard Caldwell
- Romy Walthall : Kathy Caldwell
- Nick Fuoco : George Caldwell
- Alex D. Linz : Freud
- Renée Victor : mamie Berta
- Cambria Gonzalez : Mercedes
- Nicole Zarate : Annie
- Eduardo Antonio Garcia : Luis

## Diffusion
Selon l'auteur Michael A. Schuman, My Brother the Pig a connu une brève sortie en salle avant d'être « rapidement oublié ».